# Yen Kuo-Che
Yen Kuo-Che (5 de diciembre de 1970) es un deportista taiwanés que compitió en judo. Ganó una medalla de bronce en los Juegos Asiáticos de 1990, y dos medallas de bronce en el Campeonato Asiático de Judo en los años 1991 y 2000.

## Palmarés internacional
| Representando a China Taipéi |               |                   |           |
| Juegos Asiáticos             |               |                   |           |
| Año                          | Lugar         | Medalla           | Categoría |
| 1990                         | Pekín (China) | Medalla de bronce | Abierta   |
| Campeonato Asiático          |               |                   |           |
| Año                          | Lugar         | Medalla           | Categoría |
| 1991                         | Osaka (Japón) | Medalla de bronce | Abierta   |
| 2000                         | Osaka (Japón) | Medalla de bronce | –100 kg   |